# Halecia moneta
Halecia moneta es una especie de escarabajo del género Halecia, familia Buprestidae. Fue descrita científicamente por Kerremans en 1908.